# Ny Carlsberg Glyptotek

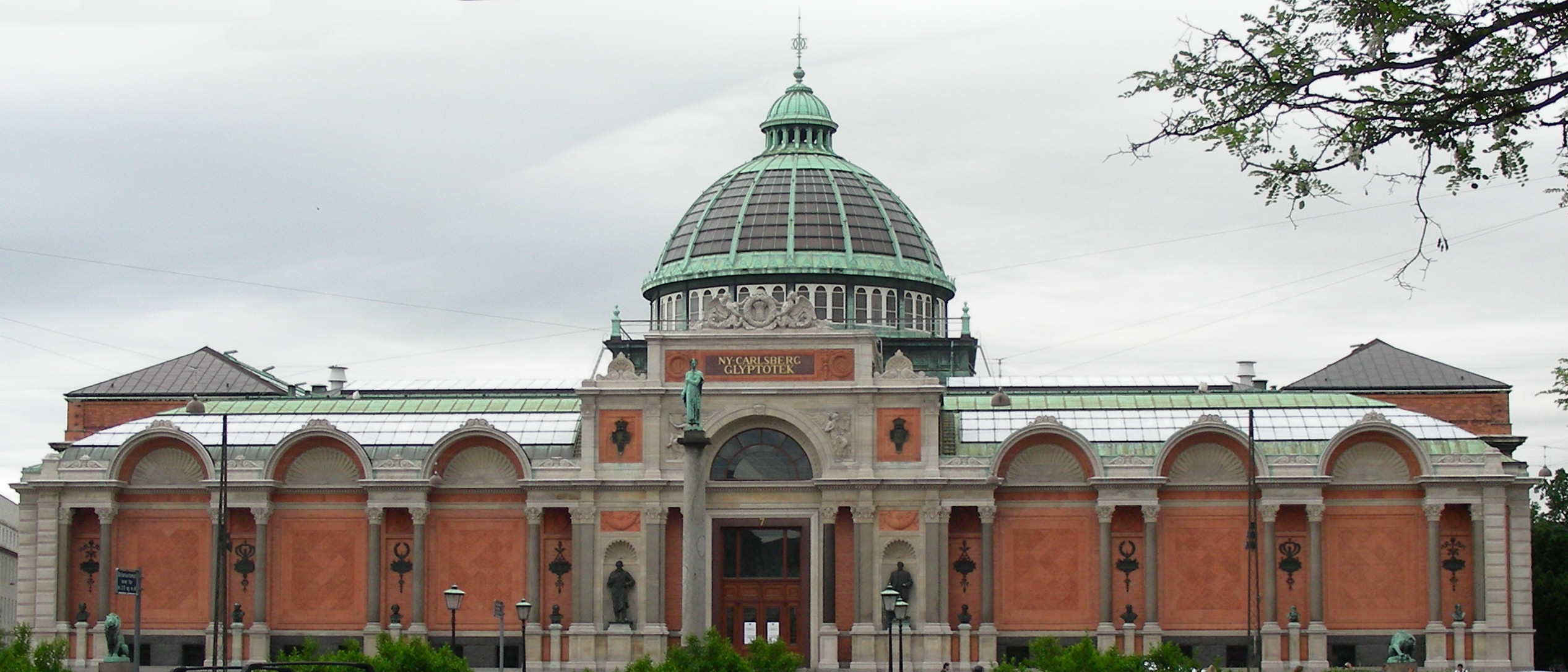
Ny Carlsberg Glyptotek

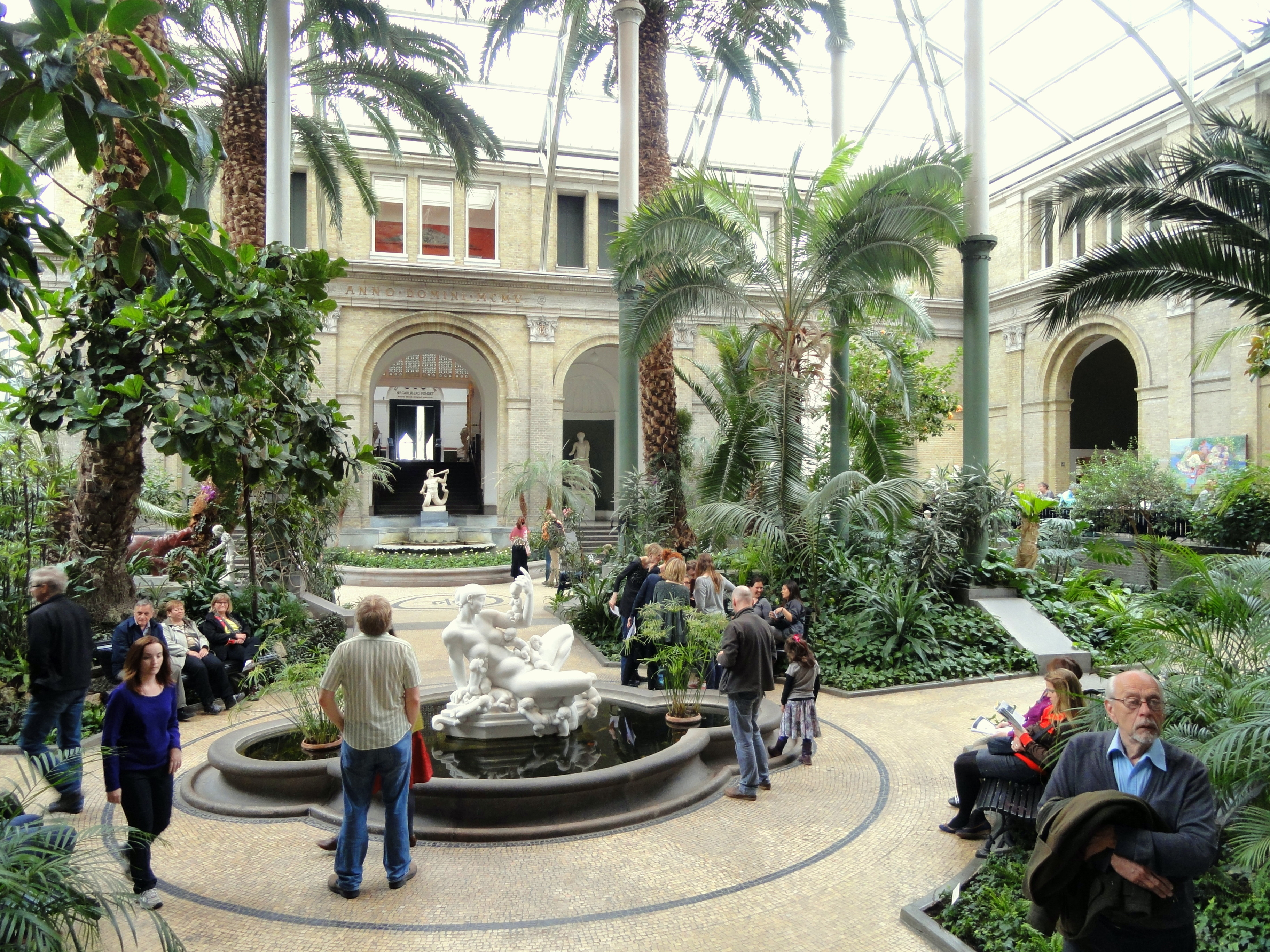
Vinterträdgården

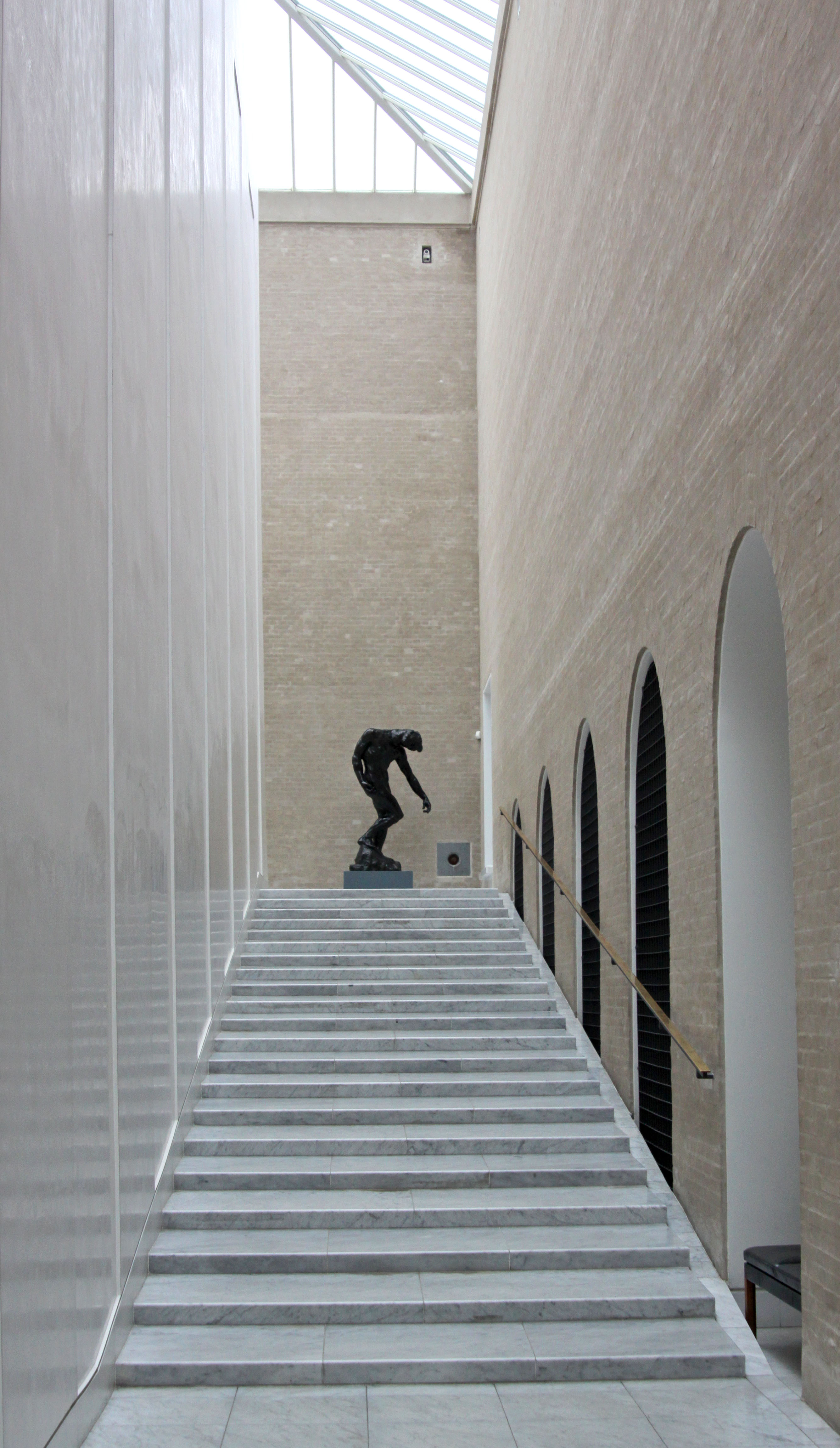
Trappan till den av Henning Larsen ritade utbyggnaden

Ny Carlsberg Glyptotek, eller Glyptoteket, är ett danskt konstmuseum grundat av bryggaren Carl Jacobsen. 
Carl Jacobsen hade byggt upp en av den tidens största privata konstsamlingar. Glyptoteket som var beläget i hans villa Ny Carlsberg i Valby uppkallades efter dennes bryggeri Ny Carlsberg. Samlingarna donerades 1888 till Köpenhamns stad, nya donationer tillkom 1899. Staden Köpenhamn samt danska staten lät Vilhelm Dahlerup 1897 uppföra en byggnad vid Dantes Plads i stadsdelen Vesterbro i Köpenhamn åt samlingarna. Den kompletterades 1906 med en ny byggnad av Hack Kampmann.
En samling av äldre målningar som ingick i samlingen deponerades 1929 på Statens Museum for Kunst.

## Samlingen av antik konst
Glyptoteket rymmer mycken antik konst, främst skulpturer från Egypten, Främre Orienten, Grekland och Italien. 

## Samlingen av nyare konst
Ny Carlsberg Glyptotek har den största samlingen av franska impressionister i Danmark, med verk av bland andra Claude Monet, Alfred Sisley och Edgar Degas. Det finns också verk av Paul Gauguin, Vincent van Gogh och Paul Cézanne. Glyptoteket har också en betydande samling av målningar från danskt 1800-tal, av bland andra C.W. Eckersberg, Christen Købke, Johan Thomas Lundbye och Vilhelm Hammershøi samt skulpturer av till exempel  H.W. Bissen.

## Fotogalleri

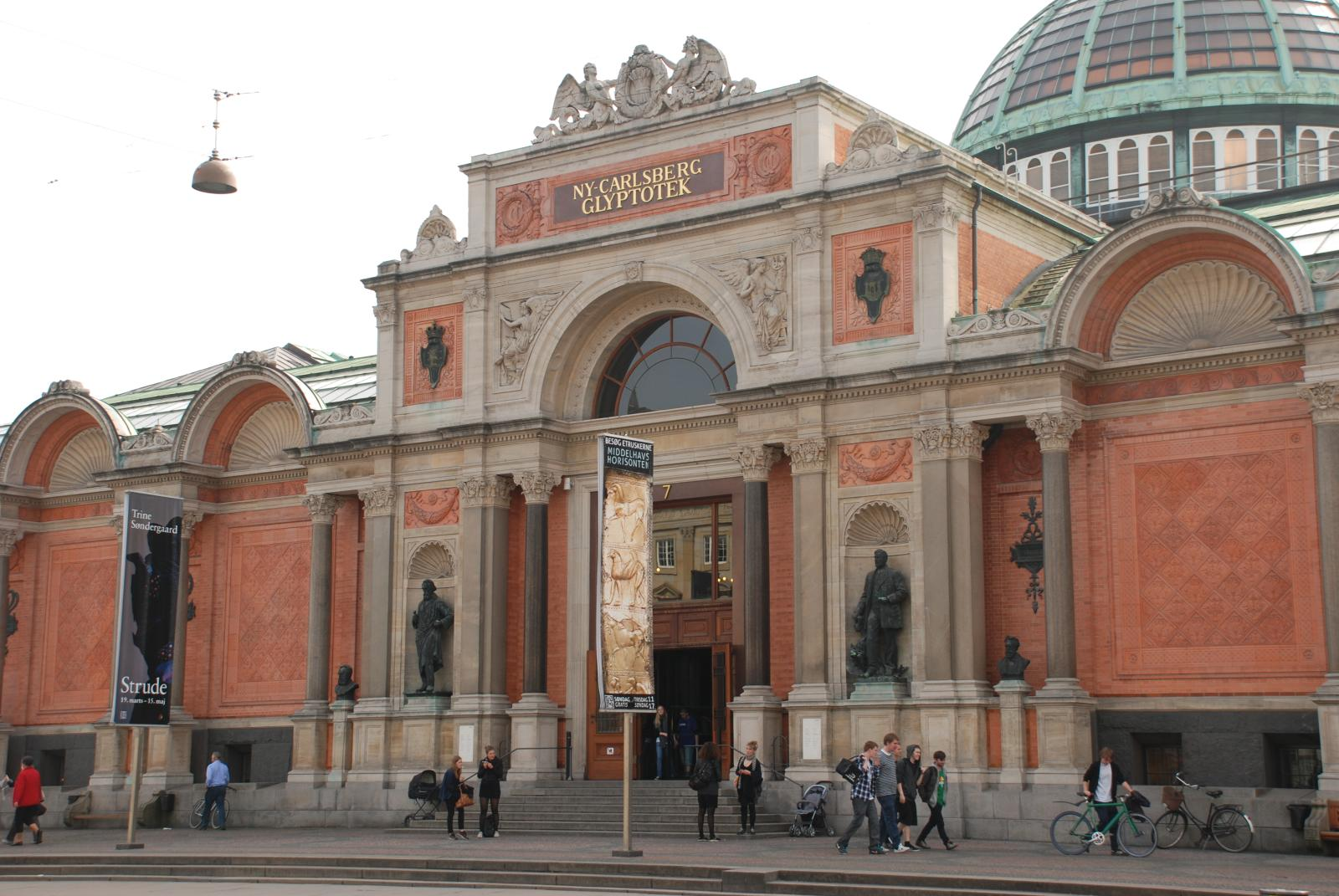
Entrén till Glyptoteket
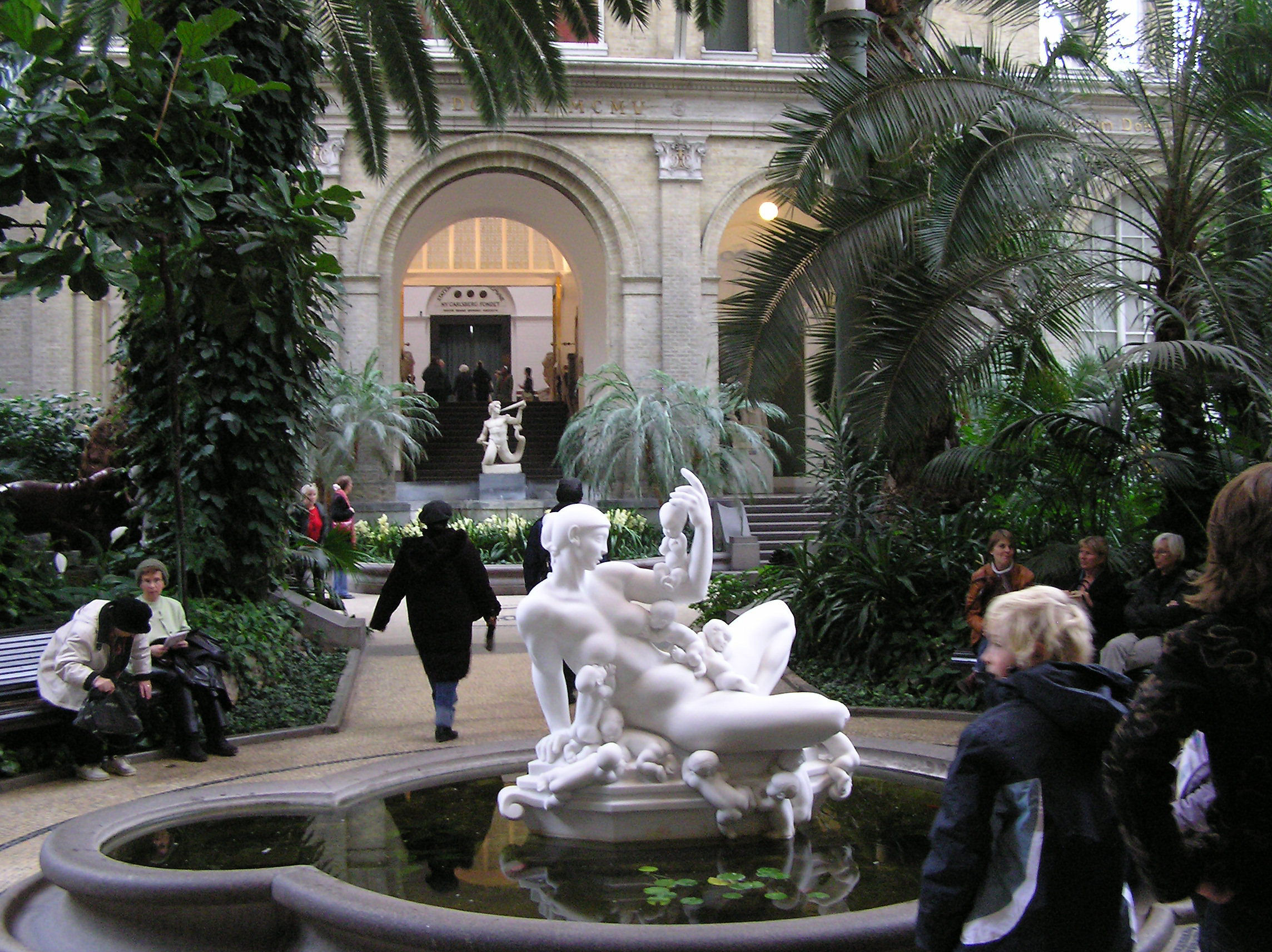
Kai Nielsens Vandmoderen
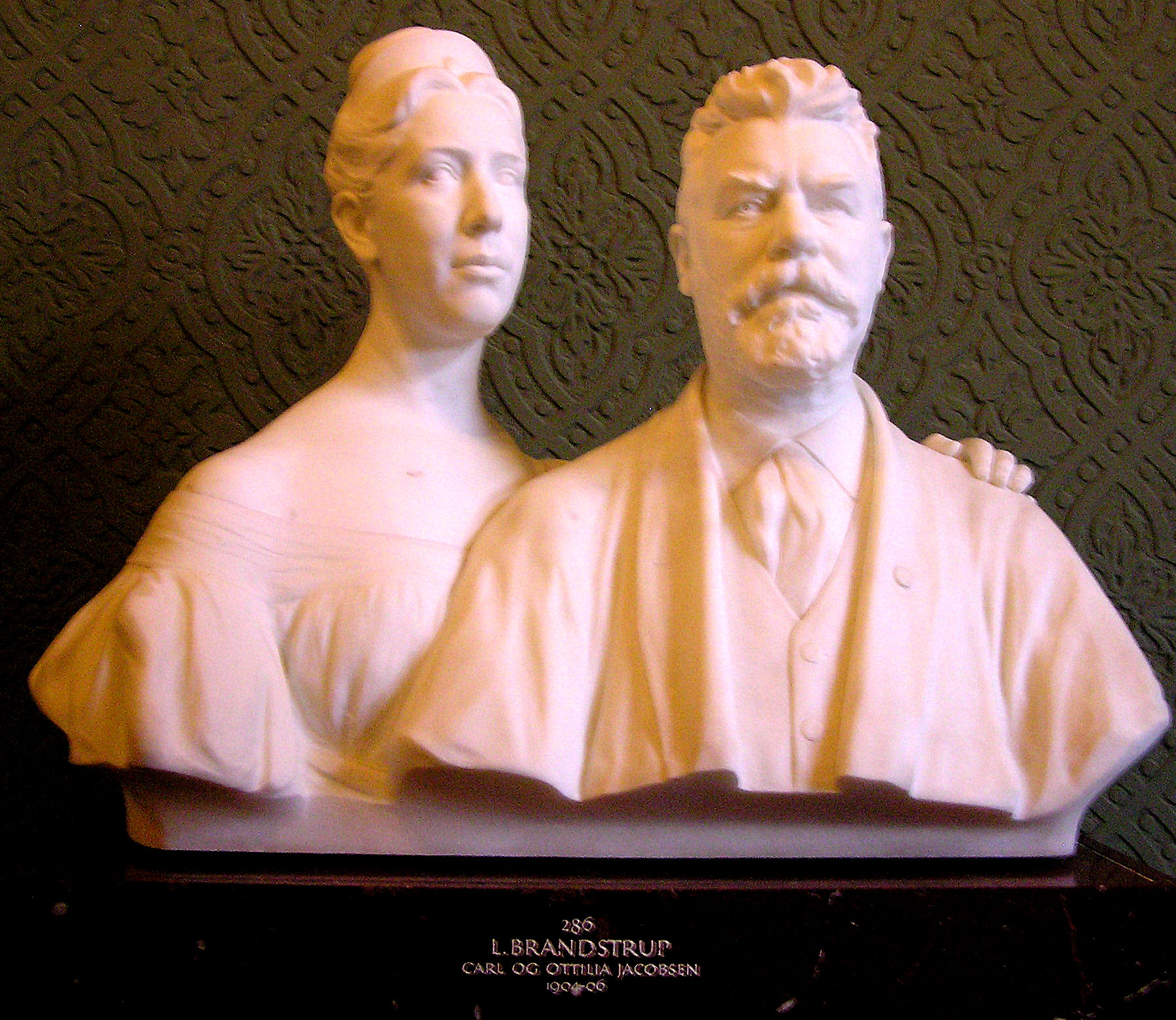
Ludvig Brandstrups byst av Carl och Ottilia Jacobsen
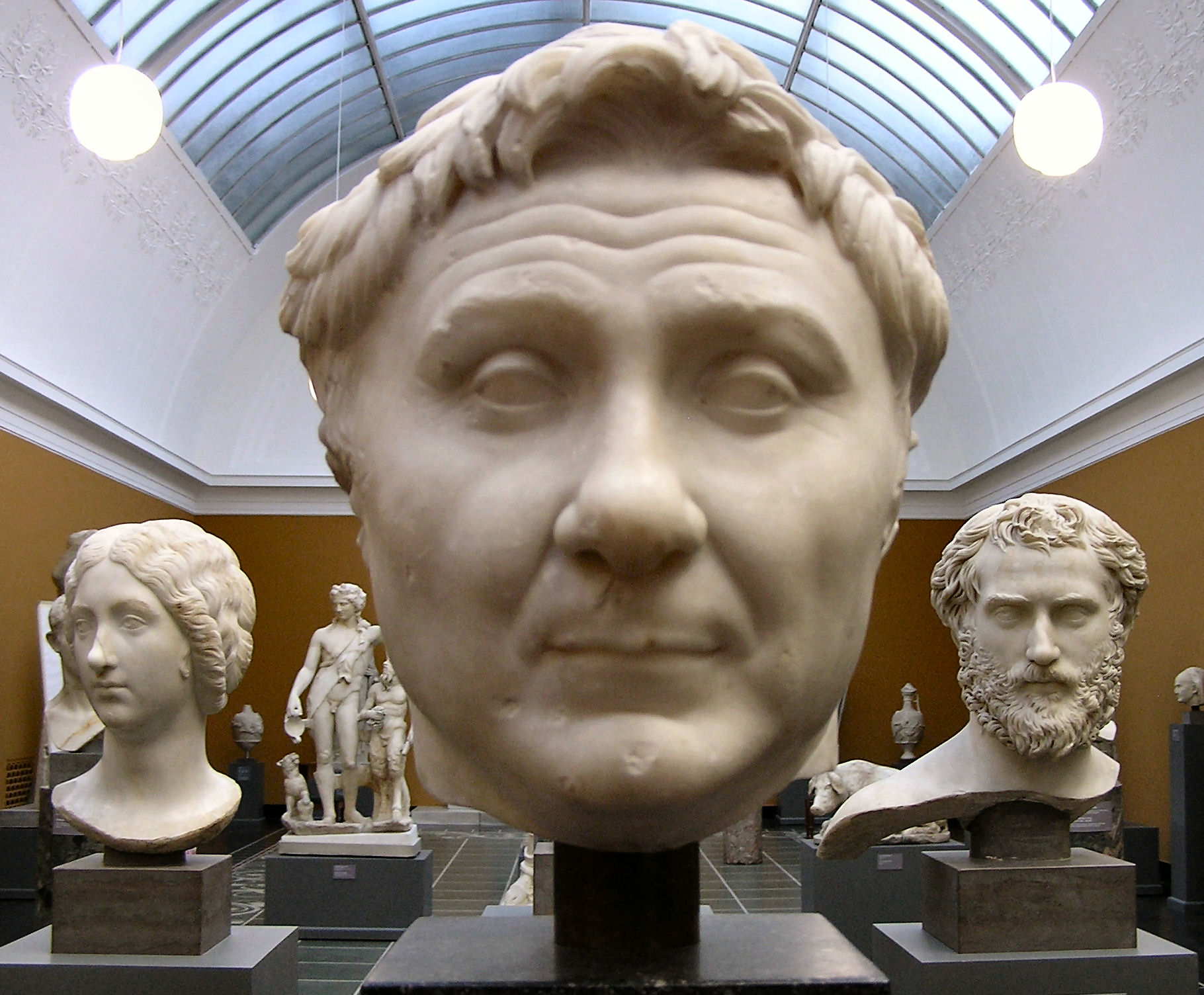
Sal med romerska skulpturer, med Pompejus i förgrunden
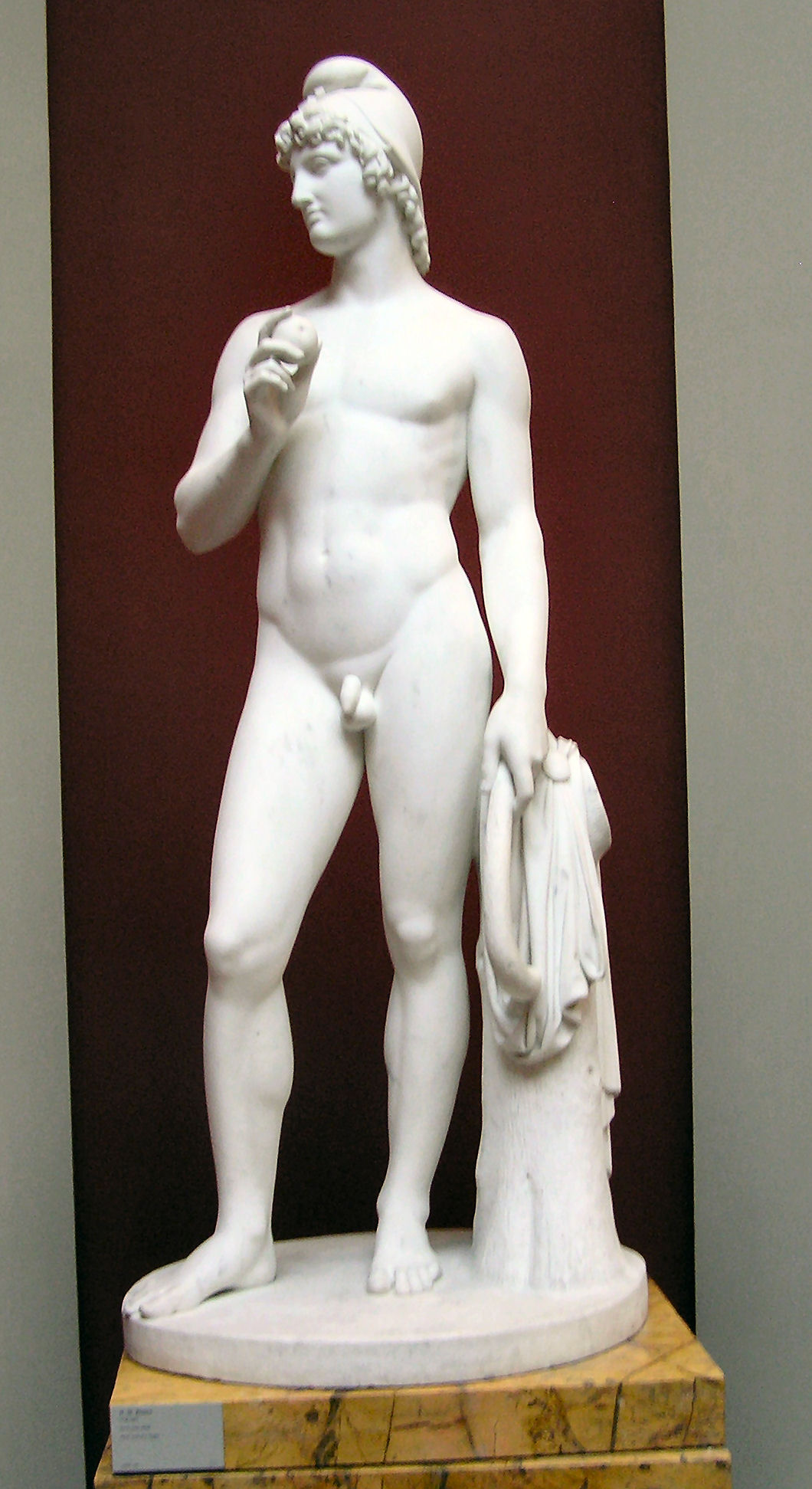
Herman Wilhelm Bissens skulptur av Paris med äpplet
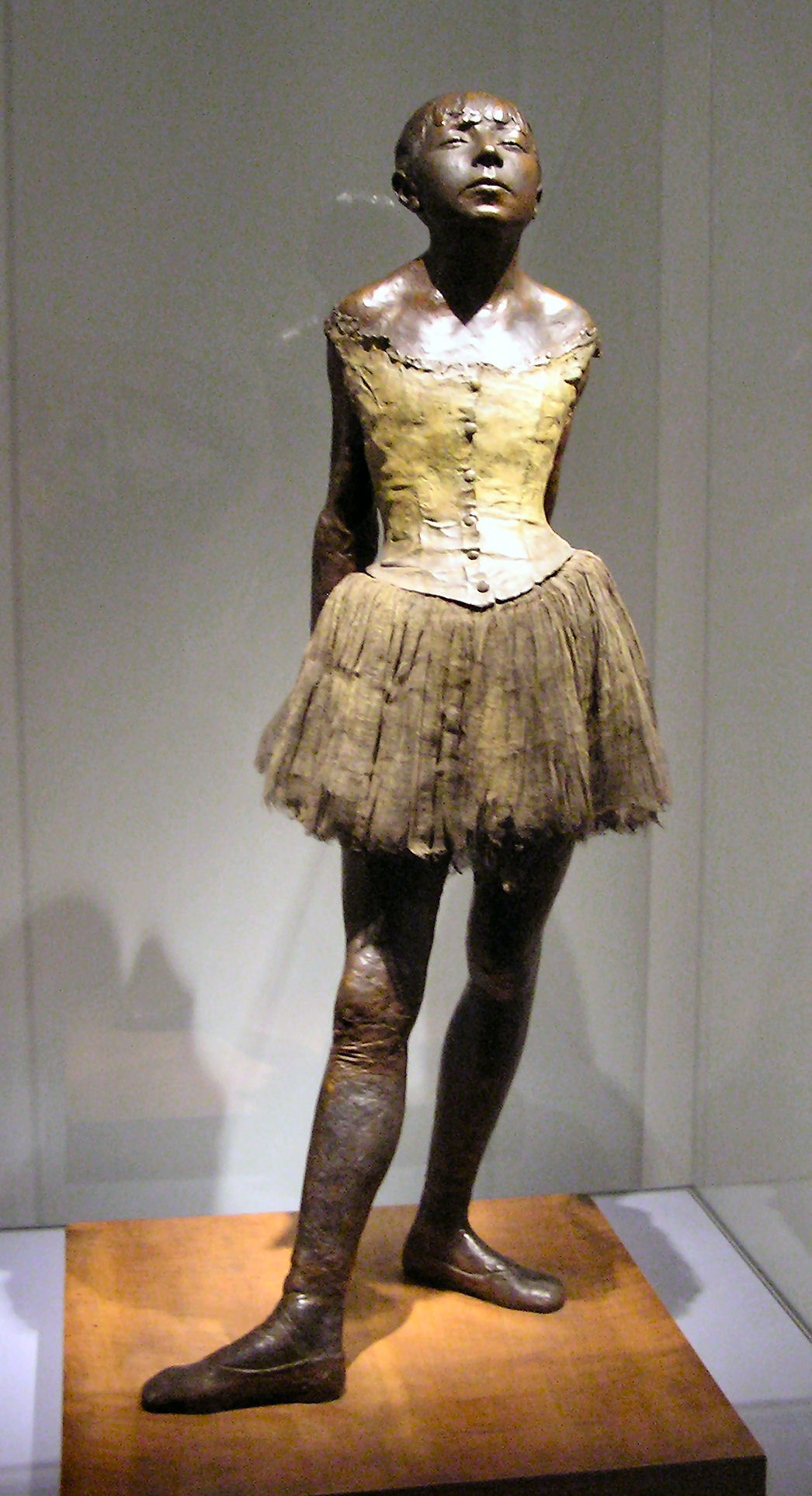
Edgar Degas skulptur Fjortonårig dansös
Édouard Manets Absintdrickaren
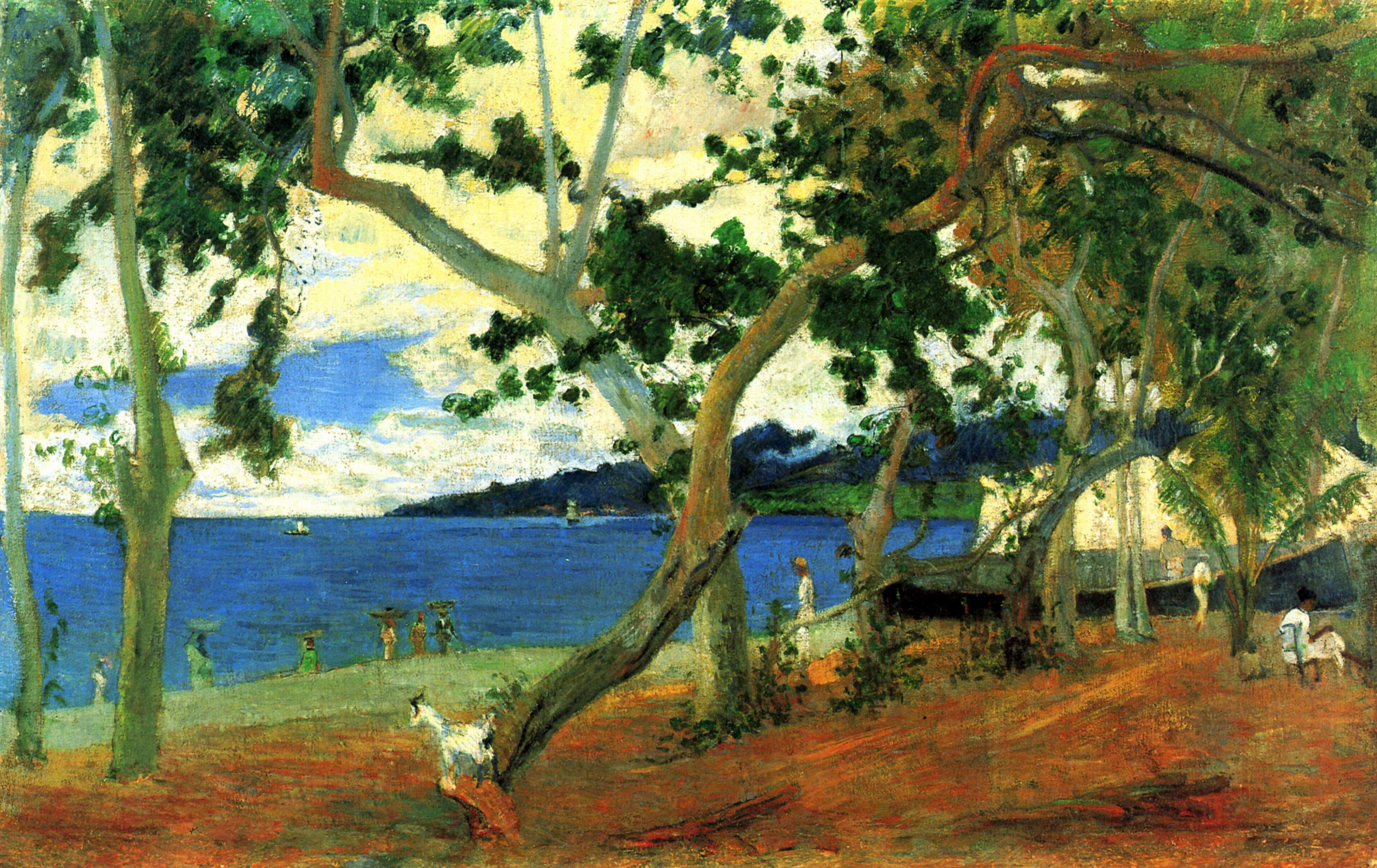
Paul Gauguins Kustlandskap från Martinique
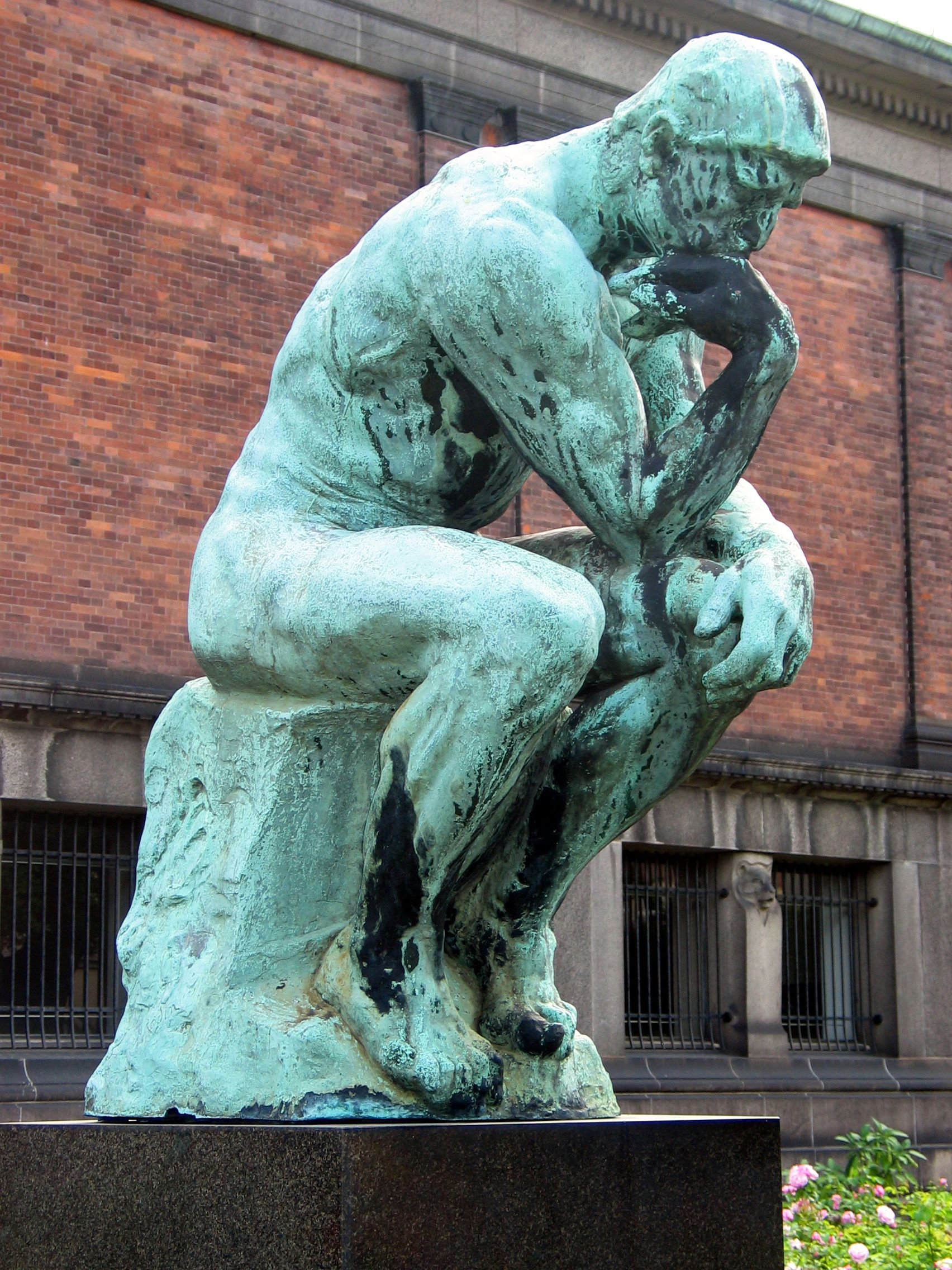
Auguste Rodins Tänkaren